# Charles Frederick Byrde Pearce
Sir Charles Frederick Byrde Pearce, britanski general, * 1892, † 1964.